# HMS Vervain (K190)
Le HMS Vervain est une corvette de la classe Flower en service dans la Royal Navy pendant la Seconde Guerre mondiale.

## Historique
Le 28 février 1943, le liberty ship SS Wade Hampton a été torpillé par l'U-405 en naviguant dans un convoi entre New York et Mourmansk. Les survivants ont été secourus par les Vervain et Beverley près du Groenland.
Le 20 février 1945 à 11 h 45, le Vervain, escortant un convoi de retour, est coulé par une torpille tiré du sous-marin U-1276 commandé par l'Oberleutnant zur Voir Karl-Heinz Wendt, à environ 40 km au sud-est de Dungarvan, en Irlande. Le Vervain a coulé après 20 minutes. Le commandant, trois officiers et 56 grades ont été tués dans cette attaque tandis que trois officiers et 30 marins ont été secourus. L'U-1276 a été coulé à son tour avec des charges de profondeur tirées par le HMS Amethyst. L'action a entraîné la perte des 49 membres d'équipage du sous-marin.
Le HMS Vervain est un navire désigné en vertu de l'annexe 1 de la Loi de 1986 sur la protection des vestiges militaires (désignation des navires et des sites contrôlés).